# Osas Ighodaro
Osas Ighodaro (Osariemen Martha Elizabeth Ighodaro; 26 de octubre de 1990) es una actriz y presentadora nigeriana. En el 2014 fue una de las anfitrionas del evento Africa Magic Viewers Choice Awards junto con IK Osakioduwa y Vimbai Mutinhiri. Logró reconocimiento en su país por su interpretación de Adanna en la telenovela Tinsel y ganó el premio a mejor actriz del año en los Premios ELOY de 2014.

## Biografía
Ighodaro nació en el Bronx de Nueva York, hija de padres nigerianos del Estado de Edo. Después de formarse en actuación, de ganar el certamen de belleza Miss Black USA y de registrar algunas apariciones en cine, teatro y televisión  en los Estados Unidos, se trasladó a Nigeria en 2012 con la idea de pasar algunos meses en el país de origen de sus padres. Sin embargo, allí le fue ofrecido un papel importante en la serie de televisión Tinsel y decidió continuar su carrera en el país africano, donde ha aparecido en más de veinte producciones para cine y televisión.

## Filmografía

### Cine
| Año  | Título                            | Papel            |
| ---- | --------------------------------- | ---------------- |
| 2021 | Mamba's Diamond                   | Eloho            |
| 2020 | Namaste Wahala                    | Preemo           |
| 2020 | Bad Comments                      | Hilda            |
| 2020 | Mama Drama                        | Mena             |
| 2020 | Ratnik                            | Sarah Bello      |
| 2019 | Your Excellency                   | Candy            |
| 2019 | The Bling Lagosians               | Demidun          |
| 2018 | King of Boys                      | Sade Bello       |
| 2018 | Merry Men: The Real Yoruba Demons | Chidinma         |
| 2018 | New Money                         | Angela Nwachukwu |
| 2016 | A Walk in the Wind                | Mary             |
| 2016 | Entreat                           | Margaret         |
| 2016 | Put a Ring on it                  | Eki              |
| 2015 | Gbomo Gbomo Express               | Cassandra        |
| 2015 | Where Children Play               | Nia              |
| 2015 | The Department                    | Tolu             |
| 2011 | Restless City                     | Adinike          |
| 2009 | The Tested                        | Sheena           |
| 2008 | Cadillac Records                  | Maid             |
| 2008 | Across a Bloodied Ocean           | Nafisa           |
| 2006 | Killa Season                      | Shinae           |

### Televisión
| Año       | Título                      | Papel        |
| --------- | --------------------------- | ------------ |
| 2020      | Smart Money Woman TV series | Zuri         |
| 2020      | Assistant Madams            | Chioma       |
| 2019      | MTV Shuga                   | Alice Iyanu  |
| 2018      | EVE (Africa Magic)          | Sylvia       |
| 2013-2015 | Maltina Dance All           | Presentadora |
| 2012-2014 | Tinsel                      | Adanna       |
| 2013      | Parallels - The Webseries   | Ruth         |
| 2012      | 12 Steps to Recovery        | Jellybean    |
| 2010      | Meet the Browns             | Mileen       |
| 2006      | Conviction                  | Novia        |